# 関税定率法
関税定率法（かんぜいていりつほう、明治43年法律第54号）は、関税の税率、関税を課する場合における課税標準および関税の減免その他関税制度に関する日本の法律である。
大日本帝國が1911年（明治44年）の条約改正により関税自主権を回復するにあたって、前年の1910年（明治43年）に帝国議会の協賛を得て制定された。
別表として付された関税率表において、物品を品目に分類し、品目ごとに関税率を定めている。この品目分類は、商品の名称及び分類についての統一システムに関する国際条約（HS条約、International Convention on the Harmonized Commodity Description and Coding System）によって国際的に定められたHSコードに基づくものである。
2006年6月の法改正以前は、当時の第21条に輸入禁制品の規定があったが、改正により該当規定は関税法に移された。

## 主務官庁
- 財務省関税局関税課 - 企画立案を担当
- 財務省関税局業務課 - 実務を担当

実際の執行は全国の税関が行う。また、特殊関税の調査については、経済産業省及び当該物資の産業所管省と連携して行う。

## 下位法令
- 関税定率法施行令 - e-Gov法令検索
- 関税定率法第五条の規定による便益関税の適用に関する政令 - e-Gov法令検索
- 相殺関税に関する政令 - e-Gov法令検索
- 不当廉売関税に関する政令 - e-Gov法令検索
- 緊急関税等に関する政令 - e-Gov法令検索
- 報復関税等に関する政令 - e-Gov法令検索
- 高重合度ポリエチレンテレフタレートに対して課する不当廉売関税に関する政令 - e-Gov法令検索
- 水酸化カリウムに対して課する不当廉売関税に関する政令 - e-Gov法令検索
- 高重合度ポリエチレンテレフタレートに対して課する不当廉売関税に関する政令 - e-Gov法令検索
- 電解二酸化マンガンに対して課する不当廉売関税に関する政令 - e-Gov法令検索
- トルエンジイソシアナートに対して課する不当廉売関税に関する政令 - e-Gov法令検索
- 水酸化カリウムに対して課する不当廉売関税に関する政令 - e-Gov法令検索
- 炭素鋼製突合せ溶接式継手に対して課する不当廉売関税に関する政令 - e-Gov法令検索
- トリス（クロロプロピル）ホスフェートに対して課する不当廉売関税に関する政令 - e-Gov法令検索
- 溶融亜鉛めっき鉄線に対して課する不当廉売関税に関する政令 - e-Gov法令検索
- 関税定率法施行規則 - e-Gov法令検索
- 電解二酸化マンガンに対して課する不当廉売関税に関する政令第一条第一項第一号に規定する電気分解の工程を経て製造した二酸化マンガンでない旨の証明書の発給に関する省令 - e-Gov法令検索
- 電解二酸化マンガンに対して課する不当廉売関税に関する政令第一条第一項第一号に規定する電気分解の工程を経て製造した二酸化マンガンでない旨の証明書の提出に関する省令 - e-Gov法令検索
- 溶融亜鉛めっき鉄線に対して課する不当廉売関税に関する政令第一条第一項第一号に規定する電気めっきによる工程を経て製造した亜鉛めっき鉄線である旨の証明書の発給に関する省令 - e-Gov法令検索
- 溶融亜鉛めっき鉄線に対して課する不当廉売関税に関する政令第一条第一項第一号に規定する電気めっきによる工程を経て製造した亜鉛めっき鉄線である旨の証明書の提出に関する省令 - e-Gov法令検索
- 関税定率法第十四条第三号の規定に基き、団体又は基金その他これらに準ずるものを指定する件(昭和31年大蔵省告示第146号) (関税と貿易資料室) (PDF)
- 関税定率法第十四条第三号の規定に基き、団体又は基金その他これらに準ずるものを指定する件(昭和34年大蔵省告示第38号) (関税と貿易資料室) (PDF)
- 関税定率法施行令第二十一条の規定に基づき、国際博覧会等の会場で消費される物品のうち関税を免除するものを指定する件(昭和45年大蔵省告示第25号) (関税と貿易資料室) (PDF)
- 標本、参考品等の用途に供する物品について関税の免除を受けることができる施設を指定する件(昭和56年大蔵省告示第118号) (関税と貿易資料室) (PDF)

## 関係通達
- 関税定率法基本通達 (関税と貿易資料室) (PDF)
- 関税率表解説 (関税と貿易資料室) (PDF)
- 分類例規 (関税と貿易資料室) (PDF)
- 関税評価に関する取扱事例について（平成19年6月26日財関第876号) (関税と貿易資料室) (PDF)
- ポリエステル短繊維に対して課する不当廉売関税に関する取扱いについて（平成14年７月26日財関第598号))(関税と貿易資料室) (PDF)
- 玉軸受等に対して課する報復関税に関する取扱いについて（平成17年8月22日財関第1059号)(関税と貿易資料室) (PDF)
- 電解二酸化マンガンに対して課する不当廉売関税に関する取扱いについて(平成20年6月13日財関第678号)(関税と貿易資料室) (PDF)
- トルエンジイソシアナートに対して課する不当廉売関税に関する取扱いについて(平成26年12月24日財関第1309号)(関税と貿易資料室) (PDF)
- 水酸化カリウムに対して課する不当廉売関税に関する取扱いについて(平成28年4月8日財関第468号)(関税と貿易資料室) (PDF)
- 高純度ポリエチレンテレフタレートに対して課する不当廉売関税に関する取扱いについて(平成29年9月1日財関第1131号)(関税と貿易資料室) (PDF)
- 炭素鋼製突合せ溶接式継手に対して課する不当廉売関税に関する取扱いについて(平成29年12月27日財関第1711号)(関税と貿易資料室) (PDF)
- トリス（クロロプロピル）ホスフェートに対して課する不当廉売関税に関する取扱いについて（令和2年6月26日財関第640号）(関税と貿易資料室) (PDF)
- 炭酸二カリウムに対して課する不当廉売関税に関する取扱いについて（令和3年3月24日財関第244号）(関税と貿易資料室) (PDF)
- 溶融亜鉛めっき鉄線に対して課する不当廉売関税に関する取扱いについて（令和4年12月７日財関第920号）(関税と貿易資料室) (PDF)